# 井宿八
雙子座λ，又名BD+16 1443，HD 56537、SAO 96746、HR 2763，是雙子座的一颗恒星，视星等为3.58，位于銀經200.92，銀緯13.23，其B1900.0坐标为赤經7h 12m 20.7s，赤緯+16° 13.23′ 15″。